# Dimethyldisulfide
Dimethyldisulfide is een kleurloze tot lichtgele, vluchtige, ontvlambare, vloeibare organische zwavelverbinding met de karakteristieke geur van look. Het wordt ook aangemaakt door planten van het geslacht van de kruisbloemenfamilie.

## Synthese
Dimethyldisulfide wordt industrieel geproduceerd door de reactie van methaanthiol met elementaire zwavel, in de aanwezigheid van een basische katalysator, zoals een amine of een anionenwisselaarhars. Bij de reactie wordt waterstofsulfide vrijgezet:
{\displaystyle {\ce {2CH3SH + S -> H3CS-SCH3 + H2S}}}
Hogere polysulfiden (CH3-Sn-CH3) kunnen als nevenproduct gevormd worden: het reactieproduct wordt daarom gezuiverd door destillatie.

## Toepassingen
In olieraffinaderijen wordt dimethyldisulfide ingezet voor de activering van katalysatoren van hydrotreating-processen, meer bepaald hydrodesulfurization (ontzwaveling met behulp van waterstofgas). Het dient tevens om de vorming van cokes te voorkomen in stoomkrakers.
Dimethyldisulfide is toegelaten als smaakstof in sommige voedingsmiddelen en het wordt gebruikt als corrosie-inhibitor in sommige productieprocessen van ijzer.
Arkema (de grootste producent van dimethyldisulfide) wil het gebruiken als alternatief voor methylbromide in de landbouw, namelijk voor het begassen van de bodem om die vrij te maken van nematoden, schimmels en onkruid vóór het planten van de landbouwgewassen. Arkema heeft voor dit product, met merknaam Paladin, in 2007 een registratieaanvraag gedaan bij het Amerikaanse Environmental Protection Agency, en verkreeg toelating voor experimenteel gebruik in bepaalde staten van de Verenigde Staten.

### DMDS in het heelal
In 2025 werd de stof, evenals dimethylsulfide aangetoond met de James Webb-ruimtetelescoop in planeet K2-18b, op 124 lichtjaar afstand van de aarde. De vondst werd een maand later betwijfeld door andere analyses.